# Миколаївський старообрядницький храм (Новочеркаськ)
Миколаївський старообрядницький храм (рос. Николаевский старообрядческий храм) — храм в місті Новочеркаську Ростовської області Росії. Храм не зберігся.
У Новочеркаську на Поштовій вулиці в 300 метрах один від одного були два Миколаївські церкви: одна — православна церква Миколи Чудотворця на Микільській площі (нині площа Левські), інша — старообрядницька біля Олександрівського саду (вул. Пушкінська, 39).

## Історія
17 жовтня 1905 року в Росії був оприлюднений царський Маніфест, який дарував громадянам Росії свободи совісті, слова, зборів і союзів. Полегшив становище старообрядців у Росії також закон від 17 жовтня 1906 р. про свободу віросповідання. Старообрядці Новочеркаська, відчувши потепління відносин між старообрядницької і православною церквою, прийшли до думки про необхідність спорудження в Новочеркаську старообрядницького храму.
Старочеркасский козак-старовір Дмитро Федорович Байдалаков віддав під будівництво храму своє подвір'я з двома кам'яними будинками на вул. Поштового, 39 (вул. Пушкінська, буд. 39). Отримавши дозвіл на будівництво своєї церкви старообрядці приступили до її будівництва. У 1907 році храм був побудований.
Розпис храму була зроблена художником Іваном Федоровичем Поповим з іншими колегами. 26 жовтня 1908 року відбулося освячення старообрядницького храму австрійського спрямування (старообрядництво було два основних напрямки: попівці, визнають старовірських священиків і безпопівці, які не визнають священиків. У цих двох основних напрямках були свої відгалуження, як наприклад, австрійський напрямок у попівців).
Побудований на Поштовій вулиці храм був гарний, у ньому був блакитний з позолотою іконостас зі старообрядницької іконописом, зроблений на порцеляновій фабриці. Храм був освячений старообрядницьких архієпископом Іоанном Картушиним, у співслужінні з єпископом Феодосієм і старообрядницьких духовенством. Державна влада в особі Військового Наказного Отамана генерала Самсонова теж взяла участь в освяченні храму.
Після освячення храму в літньому офіцерському клубі в розташованому поруч Олександрівському саду було дано урочистий обід на 150 персон.
Після Лютневої революції 1917 року старообрядці брали активну участь у суспільно-політичному житті Новочеркаська. На Поштовій (нині Пушкінська) вулиці знаходилися в 300 метрах один від одного дві Миколаївські церкви, православна на Микільській площі і старообрядницька. До теперішнього часу обидва храми зруйновані.
Миколаївська старообрядницька церква закрилася близько 1935 року. На місці, де знаходилася старообрядницька Миколаївська церква, нині розташоване 4-х поверхова будівля міської пожежної охорони. Старообрядці Новочеркаська їздять на служби у старообрядницький храм у Ростові на Дону.